# Magnetmotor
Als Magnetmotor wird ein aus dem Bereich der Parawissenschaften stammendes Konzept für einen Motor bezeichnet, der mittels Dauermagneten in Stator und Rotor eine Drehbewegung ohne externe Energiezufuhr erzeugen soll. Ein solcher Motor ist theoretisch wie praktisch nicht umsetzbar und kann als Perpetuum mobile angesehen werden. Zugleich bestehen fließende Übergänge zur Esoterik. Häufig finden sich auch Bezüge zu freier Energie. Der Magnetmotor ist klar abzugrenzen von den heute gebräuchlichen Permanentmagnetmotoren, die mit externer elektrischer Energiezufuhr betrieben werden.

## Prinzip

Beispiel eines Magnetmotordesigns. Die vorwiegend anziehende Ausrichtung der Magnete führt scheinbar zu einer Aufrechterhaltung der Drehbewegung.

Ein hypothetischer Magnetmotor arbeitet mit Permanentmagneten in Stator und Rotor. Durch eine spezielle Anordnung der sich anziehenden und abstoßenden Pole soll eine Drehbewegung des Rotors dauerhaft aufrechterhalten werden. Die praktische Umsetzung scheitert daran, dass in Magneten keine Energie vorhanden ist, die zu Antriebszwecken oder für die Kompensation von Energieverlusten umgewandelt werden könnte. Die Kraft zwischen Permanentmagneten ist konservativ, so dass über einen Zyklus keine Arbeit verrichtet wird. Nach kurzer Zeit wird ein solcher Motor seine Bewegung einstellen und eine Gleichgewichtslage einnehmen.

## Geschichte
Historische Ideen eines Magnetmotors reichen zurück bis ins Jahr 1269, als der Gelehrte Petrus Peregrinus de Maricourt ein gezacktes Rad beschrieb, das allein durch die Kraft von Permanentmagneten angetrieben werden sollte. Ab dem 20. Jahrhundert finden sich verschiedene Erfinder und Bastler, die behaupteten, funktionierende Magnetmotoren herstellen zu können. Eine Beschreibung einer angeblichen Realisierung eines Magnetmotors stammt aus dem Jahre 1954 von dem deutschen Maschinenbauer Friedrich Lüling, der behauptete, sein Motor könne mit seinen Permanentmagneten 10 bis 20 Jahre lang ohne Unterbrechung laufen. Am 8. Februar 1966 berichtete die UFA-Wochenschau über die Erfindung. Im Jahr 2013 berichtete die FAZ über einen Magnetmotor des Uhrmachers Thomas Engel.
Das Europäische Patentamt hat einen Patentantrag für einen Magnetmotor nicht anerkannt. Ab 2006 vermarktete der „Erfinder“ Mike Brady mit seiner Firma Perendev-Group einen solchen Motor und wurde 2010 wegen schweren Betruges angeklagt und zu einer Freiheitsstrafe von 5 Jahren und 9 Monaten verurteilt. Er hatte zahlenden Kunden Magnetmotoren verkauft, die er dann aber nicht bereitstellen konnte. In parawissenschaftlichen Kreisen wird der Magnetmotor indes trotz fehlenden Funktionsnachweises nach wie vor propagiert und Bauanleitungen verbreitet.